# Composició musical
La composició musical és l'art que té per objectiu la creació d'obres musicals, així com la disciplina de la música que ensenya les regles per a compondre aquestes obres. En la tradició musical europea, el fet de compondre pressuposa l'estudi de diverses disciplines, com ara l'harmonia, el contrapunt, l'orquestració i també el coneixement de les formes musicals. En aquest cas, el qui compon música s'anomena compositor.
El terme «composició musical» també es pot referir al resultat de l'acte de compondre. Des d'aquest punt de vista, «composició musical» és sinònim d'«obra musical» o «peça de música».